# Emil Perman
Emil Samuel Perman, född 6 juni 1856 i Östersund, död 21 februari 1946 på Lovön, var en svensk läkare. Han var far till Einar Perman. Emil Samuels farfars far var apotekaren Samuel Perman (1760-1839).

## Biografi
Perman tog studentexamen 1874 och blev medicine doktor vid Karolinska institutet 1889, var docent i kirurgi där 1891-1896, överläkare vid Kronprinsessan Lovisas vårdanstalt 1892-1899 och vid Sabbatsbergs sjukhus kirurgiska avdelning 1899-1916. Från 1892 var han praktiserande läkare i Stockholm.

## Hem och familj
Perman var gift med Elin Sällberg (1873-1949), dotter till distriktsläkaren Gustaf Sällberg. Paret fick fyra barn: Einar (född 1893), Märta (född 1894), Olof (född 1896) och Sten (född 1899). Einar Perman gick i faderns fotspår och blev också läkare och 1932 överläkare vid Kronprinsessan Lovisas vårdanstalt. År 1912 flyttade familjen in i den nybyggda stadsvillan Tofslärkan 10 vid Tyrgatan 11 i Lärkstaden. Perman fann sin sista vila på Norra begravningsplatsen där han gravsattes den 21 februari 1946 i svärfaderns familjegrav.

### Noter

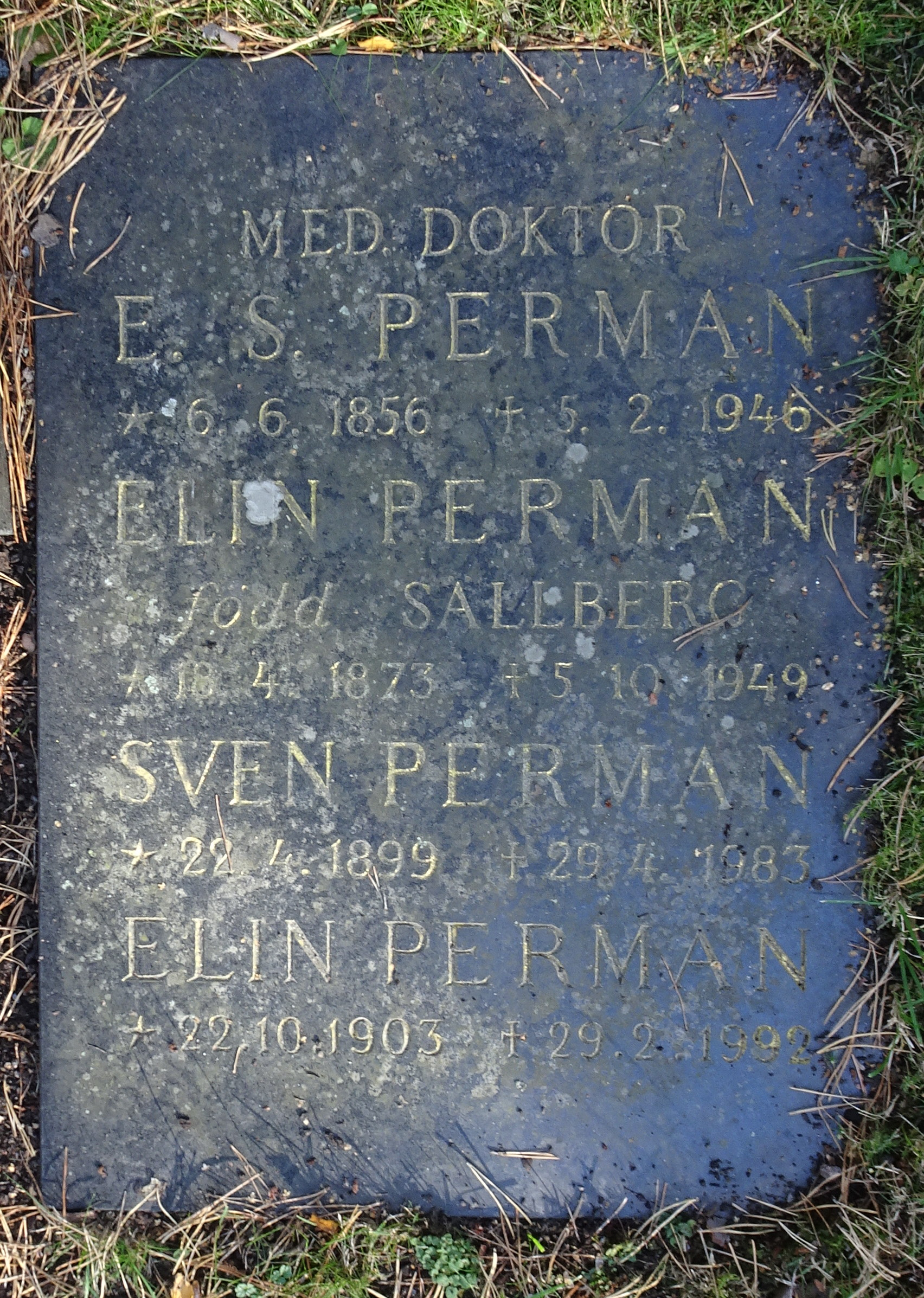
Emil Perman gravsten.